# Пол Бібо
Пол Бібо (фр. Paul Bibeault, нар. 12 квітня 1919, Монреаль — пом. 2 серпня 1970) — канадський хокеїст, що грав на позиції воротаря.

## Ігрова кар'єра
Професійну хокейну кар'єру розпочав 1940 року.
Протягом професійної клубної ігрової кар'єри, що тривала 16 років, захищав кольори команд «Бостон Брюїнс», «Чикаго Блек Гокс», «Монреаль Канадієнс» та «Торонто Мейпл-Ліфс».
Загалом провів 234 матчі в НХЛ, включаючи 20 ігор плей-оф Кубка Стенлі.
Завершив свою кар'єру відігравши п'ять сезонів за клуб АХЛ «Цинциннаті Могоукс» у 1955 році.

## Нагороди та досягнення
- Друга команда всіх зірок НХЛ — 1944.